# Ernest Capendu
Pour les articles homonymes, voir Capendu (homonymie).
 (mars 2024).
La mise en forme du texte ne suit pas les recommandations de Wikipédia : il faut le « wikifier ».
Les points d'amélioration suivants sont les cas les plus fréquents :
- Les titres sont pré-formatés par le logiciel. Ils ne sont ni en capitales, ni en gras.
- Le texte ne doit pas être écrit en capitales (les noms de famille non plus), ni en gras, ni en italique, ni en « petit »…
- Le gras n'est utilisé que pour surligner le titre de l'article dans l'introduction, une seule fois.
- L'italique est rarement utilisé : mots en langue étrangère, titres d'œuvres, noms de bateaux, etc.
- Les citations ne sont pas en italique mais en corps de texte normal. Elles sont entourées par des guillemets français : « et ».
- Les listes à puces sont à éviter, des paragraphes rédigés étant largement préférés. Les tableaux sont à réserver à la présentation de données structurées (résultats, etc.).
- Les appels de note de bas de page (petits chiffres en exposant, introduits par l'outil «  Source ») sont à placer entre la fin de phrase et le point final[comme ça].
- Les liens internes (vers d'autres articles de Wikipédia) sont à choisir avec parcimonie. Créez des liens vers des articles approfondissant le sujet. Les termes génériques sans rapport avec le sujet sont à éviter, ainsi que les répétitions de liens vers un même terme.
- Les liens externes sont à placer uniquement dans une section « Liens externes », à la fin de l'article. Ces liens sont à choisir avec parcimonie suivant les règles définies. Si un lien sert de source à l'article, son insertion dans le texte est à faire par les notes de bas de page.
- La présentation des références doit suivre les conventions bibliographiques. Il est recommandé d'utiliser les modèles {{Ouvrage}}, {{Chapitre}}, {{Article}}, {{Lien web}} et/ou {{Bibliographie}}. Le mode d'édition visuel peut mettre en forme automatiquement les références.
- Insérer une infobox (cadre d'informations à droite) n'est pas obligatoire pour parachever la mise en page.

Pour une aide détaillée, merci de consulter Aide:Wikification.
Si vous pensez que ces points ont été résolus, vous pouvez retirer ce bandeau et améliorer la mise en forme d'un autre article.
François-Pierre-Ernest Capendu né le 30 novembre 1825 à Paris et mort le 19 mai 1868 à Paris 12e, est un écrivain français du XIXe siècle.
Auteur d'une quarantaine de romans-feuilletons, il est un exemple type de romancier populaire de la veine des Paul Féval, Alexandre Dumas, ou encore de Ponson du Terrail, son quasi-contemporain.

## Sa vie
Ernest Capendu est né dans une famille aisée de Paris. Lors de l'épidémie de choléra de 1849, il fuit la capitale, se rendant à Marseille, à Oran, visite l'Algérie, puis le Maroc, la Syrie. Il évoque ces villes et ces pays dans plusieurs de ses ouvrages.
Il écrit d'abord des pièces de théâtre en collaboration avec Xavier de Montépin ou Théodore Barrière, mais privilégie ensuite l'écriture de romans (une quarantaine en tout) de nature variée :
- romans de mœurs (Le Pré Catelan)
- romans historiques (Le Capitaine La Chesnaye)
- romans fantastiques et ésotériques (Le Chevalier du poulailler)
- romans maritimes (Marcof le Malouin)
- romans militaires (La Vivandière de la 17e légère)
- etc.

Certains de ses romans forment des suites, par exemple la série qui commence par L'hôtel de Niorres. Une courte critique dans L'Aurore, en 1900, décrit Le Tambour de la 32e brigade, dernière partie de ce récit, comme « l'œuvre populaire par excellence. C'est le roman dramatique et mystérieux le plus extraordinaire de notre époque ».
« Le romancier ajoute à des aventures échevelées quelques touches d'érotisme, parfois de sadisme, introduit un brin d'occultisme et saupoudre le tout d'exotisme ». Roger Ripoll, dans la revue Europe de juin 1974 a fait une analyse de la « méthode Capendu ».
Il épouse en 1858 Adélaïde-Pierrette Dorenlot qui meurt un an plus tard presque jour pour jour. Il se remarie avec Lucile Delaville à une date indéterminée.
Décédé à la Maison de santé Blanchard de la rue de Picpus, il est inhumé au cimetière du Père-Lachaise (12e division).

## Son œuvre
Les romans de Capendu sont le plus souvent d'abord parus sous la forme de romans-feuilletons. Dans la bibliographie qui suit, si n'est pas indiquée de parution en journal, cela n'implique aucunement qu'il n'y en a pas eu.
Faiblement réédités depuis le milieu du XXe siècle, les romans de Capendu sont toutefois nombreux à être disponibles sur Gallica ou sur le site de La Bibliothèque d’État de Russie.
Avec humour, le personnage de Marc-Astolphe Oh, dans le roman Naissance de Yann Moix, veut « relier les Œuvres complètes d'Ernest Capendu avec la peau de ces là-lolos » (en parlant des seins d'une femme qu'il convoite).

### Théâtre
- Les Faux Bonshommes[11], comédie en quatre actes, écrite en collaboration avec Théodore Barrière, jouée pour la première fois au Vaudeville en 1856. La pièce rencontre un grand succès.
- Les Fausses Bonnes Femmes[12], comédie en cinq actes, écrite en collaboration avec Théodore Barrière, jouée pour la première fois au Vaudeville en 1858.
- L'Héritage de Monsieur Plumet[13], comédie en quatre actes, écrite en collaboration avec Théodore Barrière, jouée pour la première fois au Théâtre du Gymnase en 1858.
- Les Frêlons, comédie en cinq actes, Odéon, 1860.
- Les Coups d'épingle, comédie en trois actes, jouée pour la première fois au Vaudeville en 1863.
- Le Veau d'or, écrit en collaboration avec Xavier de Montépin, projet non abouti?

### Romans et autres récits

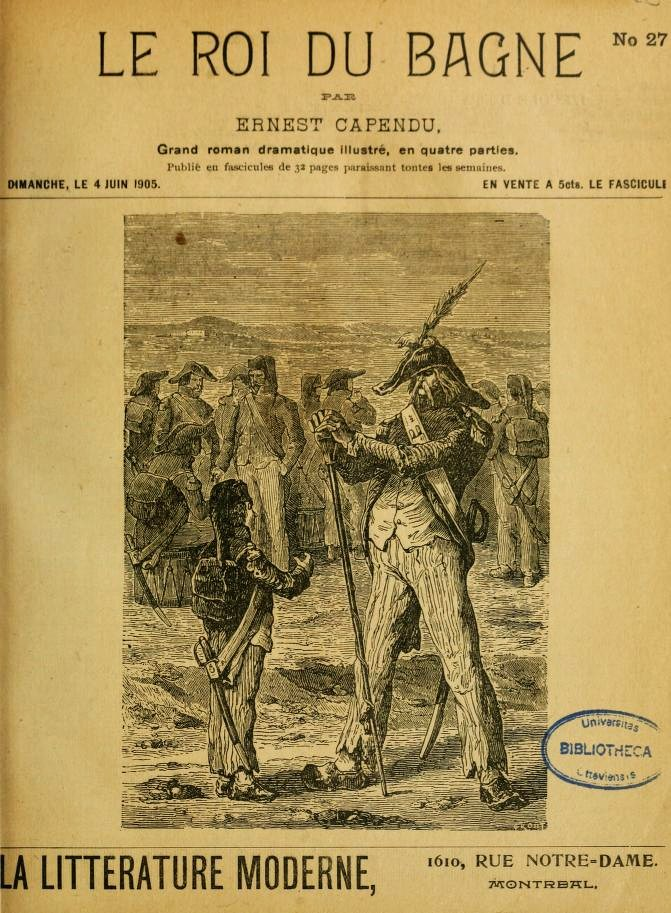
Couverture du roman Le Roi du bagne (édition de 1905)

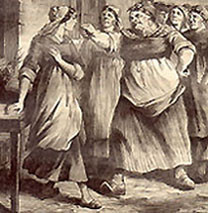
Illustration du roman Le Tambour de la (1862)

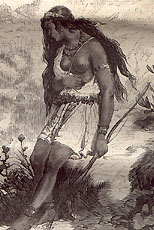
Illustration du roman Le Roi des gabiers (1862)

- Le Pré Catelan, Cadot, Paris, 1858 (un exemplaire daté de 1852 à la BnF, mais il semble s'agir en réalité d'une édition de 1859).
- Mademoiselle La Ruine, avec Xavier de Montépin, Le Mousquetaire (journal d'Alexandre Dumas) en 1856, puis Cadot, 1857.
- Dolorès, Le Mousquetaire en 1856, puis Dentu, Paris, 1865.
- Marcof le Malouin, Journal pour tous en 1858, puis Cadot, Paris, 1859.
- Surcouf, Cadot, Paris, 1859.
- La Capitaine La Chesnaye, Le Journal pour tous en 1860, puis Cadot, Paris, 1860[14].
- Les Rascals, Cadot, Paris, 1860.
- Les Colonnes d'Hercule, Cadot, Paris, 1860.
- Les Mystificateurs, Cadot, Paris, 1860, nouvelles.
- L'Hôtel de Niorres, Le Journal pour tous en 1860-61, puis édité par Cadot en deux titres, L'Hôtel de Niorres et Bamboulà, Paris, 1861.
- Le Roi des gabiers, Le Journal pour tous en 1861, puis Cadot, Paris, 1862. (Deuxième partie de L'Hôtel de Niorres).
- Le Tambour de la 32e, Le Journal pour tous en 1861-62, puis édité par Cadot en deux titres, Le Tambour de la 32e et Bibi-Tapin, Paris, 1862. (Troisième partie de L'Hôtel de Niorres).
- Le Chasseur de panthères. Épisode des massacres de Syrie, Le Journal pour tous en 1861, puis Hachette (sans le sous-titre), Paris, 1861.
- L'Homme rouge, Potter, Paris, 1861[15].
- Les Mystères du Mont-de-Piété, Cadot, Paris, 1861.
- Marthe de Kerven, Amyot, Paris, 1862.
- Le Chat du bord, Le Journal pour tous en 1862-63. Paru d'abord en feuilletons, ce roman a connu de nombreux titres lors de ces éditions ultérieures, en particulier: La Corvette La Brûle-Gueule et Crochetout le corsaire, Potter, Paris, 1863; Le Chat du bord et Le Capitaine Crochetout, Dentu, Paris ; La Brûle-Gueule, Bleus et Blancs, La Mary-Morgan et Vœu de haine chez Degorce-Cadot dans les années 1880. Les trois premiers titres sont parmi les rares encore publiés de nos jours, par les éditions Grand West.
- Le Joug de l'aigle, Potter, Paris, 1864.
- Les Enfants de Bazoche, Dentu, Paris, 1864.
- Pour un baiser, Cadot, Paris, 1864.
- Le Marquis de Loc-Ronan, Cadot, Paris, 1864. (Suite de Marcof le Malouin).
- Le Chevalier du Poulailler, Le Journal pour tous en 1864, Amyot, Paris, 1864.
- Cotillon II, Amyot, Paris, 1864. (Deuxième partie du Chevalier du Poulailler).
- La Mère l'étape, Le Passe-temps 1864-65[16], Degorce-Cadot, Paris, 1879.
- Le Comte de Saint-Germain, Amyot, Paris, 1865.
- La Popote, souvenirs militaires d'Oran, ("La Légende de popote", paru dans Le Musée des familles en 1864), Amyot, Paris, 1865[17] (contient le récit de l'épidémie de choléra à Oran en 1849).
- Le Capitaine Sabre-de-bois, roman militaire, Potter, Paris, 1865.
- Une Reine d'amour, Cadot, Paris, 1865.
- Le Mât de fortune, Cadot, Paris, 1865.
- L'Étudiant de Salamanque, Cadot, Paris, 1865.
- La Vivandière de la 17e légère, roman militaire, Potter, Paris, 1865.
- Ango le Dieppois, ("Ango", paru dans Le Musée des familles en 1866), Delagrave, Paris, 1885.
- La Tour aux rats, dans Le Passe-Temps en 18??, Dentu, Paris, 1867.
- L'Affaire Duval, Le Courrier d'Ottaouais[18] (Ottawa), Sartorius, Paris, 1867.
- Arthur Gaudinet, Le Journal pour tous en 1866-67, Degorce-Cadot, Paris, 1867.
- Les Petites Femmes du couvent, Degorce-Cadot, Paris, 1867.
- Le Sire de Lustupin. Roman historique inédit, Degorce-Cadot, Paris, 1876[19].